# Lanzarotto Malocello
Lanzarotto Malocello va ser un navegant genovès que el 1312 va arribar a les costes de l'illa de Lanzarote, va manar construir el castell de Guanapay vora la localitat de Teguise, del qual no es conserven restes, i s'hi va instal·lar durant vint anys, amb què va començar el redescobriment medieval de les illes Canàries. Les notícies del seu periple van arribar aviat a la península Ibèrica. El nom actual de l'illa probablement es deu al genovès. La primera notícia documental que es coneix és la carta portolana de 1339, elaborada a Mallorca per Angelí Dulcert, en el qual l'anomena Insula de Lanzarotus Marocelus, sota bandera genovesa.